# アトム (カメラ)
アトム (Atom) は、かつてドイツに存在したカメラメーカーのヒュッティヒが1906年頃に開発・発売したカメラである。イカ、ツァイス・イコンに引き継がれた。
ロールフィルム普及前に最小フォーマットであった4.5×6 cm写真乾板を使用し、名称もそれに由来する。このカメラが高い評価を受けたため、4.5×6 cm乾板は大正時代に「アトム判」と呼ばれるようになった。ただしこのフォーマットを使ったのはアトムが最初ではなく、少なくとも1902年発売のゴーモン製ブロックノートがある。
ボディーは小さいがボタンを押すだけで複雑な金具によりレンズ前板を起立させる、いわゆるスプリングカメラの走り。ファインダーも本体に折り畳まれるなど、先進的な構造である。原版が小さく引き伸ばしが前提のため高精度に作られ、また同時に引伸機が発売された。
1909年ヒュティッヒがイカに合同し、イカ・アトムとなった。ドイツでは1923年頃を中心としてハイパーインフレーションが進行し、第一次世界大戦前には高価だった光学製品が日本でも買えるようになって知られるようになったため、日本では一般にこの「イカ・アトム」という名称で知られる。さらには1926年イカがツァイス・イコンに合同してからも短期間ながら引き続き販売されロングセラーとなった。

## 製品
シャッターはフリードリヒ・デッケル製旧コンパーまたはコンパウンド。
- アトム51/アトムA（1909年発売[3]） - 縦位置用のカメラ[3]。レンズはヘクラ (Hekla) 6.5 cm F6.8, テッサー6.5 cm F4.5, ヒュティッヒ・オビェクティフ (Hüttig Objektiv) 9 cm F8, ヘリオス (Helios) 9 cm F8, マキシマー (Maximar) 9 cm F6.8, ヘクラ9 cm F6.8ほか各種ある。英語のサイトではしばしば"Vertical Version"と呼ばれている[4][5]。
- アトム53/アトムB（1910年発売[3]） - 横位置用のカメラ[3]。レンズはヘクラ6.5 cm F6.8, テッサー6.5 cm F4.5, テッサー7.5 cm F4.5ほか各種ある。英語のサイトではしばしば"Horizontal Version"と呼ばれている[4][5]。